# Matam (Cameroun)
Pour les articles homonymes, voir Matam.
Matam (ou Matame) est un village du Cameroun situé dans le département du Ndé et la Région de l'Ouest. Il fait partie de l'arrondissement de Bangangté.

## Population
En 1966, le village comptait 290 habitants. Lors du recensement de 2005, on y a dénombré 127 personnes.

## Infrastructures
En 1974, Matam disposait d'une école protestante.